# The squaw man (teatro)
Para otros usos, ver: The Squaw Man.

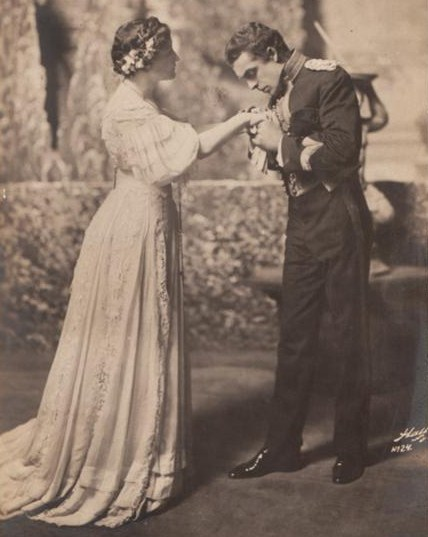
William Faversham (James Wynnegate) y Selene Johnson (Diana) en una escena de The squaw man, en 1905.

The squaw man es una obra de teatro en cuatro actos ambientada en el Oeste americano escrita por Edwin Milton Royle.
Fue estrenada el 23 de octubre de 1905 en el Teatro Wallack, de Broadway, con William Faversham en el papel principal, representando al capitán James Wynnegate, también conocido como Jim Carson. El papel del desafortunado malvado estaba interpretado por William S. Hart. Fue dirigida por Edwin Milton Royle y William Faversham, y producida por Liebler & Company.
Su éxito fue tan grande que se representó en 222 ocasiones antes de su clausura el 1 de abril de 1906. Tuvo cuatro reestrenos en 1907, 1908, 1911 y 1921. En 1911, el actor Dustin Farnum hizo solo ocho representaciones. En 1021, el propio William Faversham realizó 50 representaciones en el Teatro Astor.

## Adaptaciones
La obra fue también adaptada como novela por la esposa de Faversham, Julie Opp, en 1906, y Cecil B. DeMille hizo tres películas en 1914, 1918 y 1931.

## La obra
El primer acto se sitúa en la Inglaterra de 1800. El protagonista es el capitán James Wynnegate. Su primo mayor, Henry Winnegarte, conde de Kerhill, roba el fideicomiso de la familia y especula de forma arriesgada. Henry pierde una fortuna, provocando que la familia no pueda construir un hogar de huérfanos.
El capitán Wynnegate está enamorado de la esposa de Henry, Diana, quien no ama a su marido y le devuelve el afecto al capitán. Ante la pérdida del dinero, el capitán está de acuerdo en dejar Inglaterra y asumir la culpa. Henry acepta que se acuse de ladrón a su primo, para evitar sospechas y proteger el nombre y la reputación de su esposa.
James Wynnegate viaja al Viejo Oeste de Montana, donde compra el rancho Red Butte y adopta el nombre falso de Jim Carson. 
En el segundo acto, aparecen Henry y Diana. El malvado de la historia, Cash Hawkins, está a punto de disparar a Jim cuando la india ute Nat-u-ritch, soltera, dispara a Hawkins desde un escondite y le salva la vida.
Nat-u-ritch, hija del jefe Tab-y-wana, salva a Jim varias veces, como se revela en el tercer acto. Se enamoran y tienen un hijo, el pequeño Hal, y se casan, lo que es considerado escandaloso en aquellos momentos.
En el cuarto acto, ha pasado mucho tiempo y Diana vuelve al Oeste con la noticia de que Henry ha muerto. Un abogado inglés persuade a Jim de que Hal debería viajar a Inglaterra y crecer como el heredero de la gran finca de los Wynnegate. Jim accede y envía al muchacho.
Aparentemente, Jim y su grupo social se creen en el derecho a separar al chico de su madre. El jefe Tab-y-wana, padre de Nat-u-ritch, está de acuerdo. Al primer signo de desobediencia, los jefes indios opinan que se le debe dar una paliza, y si desobedece otra vez, matarla.
Sabiendo que ella va a perder a su hijo, y tras oír que será arrestada por asesinar a Hawkins, Nat-u-ritch se suicida. Jim es entonces libre de estar con su amada inglesa. La obra concluye con el jefe indio estoicamente erguido con la figura patéticamente delgada de la pequeña madre squaw, su hija, yaciendo entre sus brazos extendidos.